# Eisenberg (Bavière)
Pour les articles homonymes, voir Eisenberg.
Eisenberg est une commune de Bavière (Allemagne), située dans l'arrondissement d'Ostallgäu, dans le district de Souabe.